# Ernán López-Nussa
Ernán López-Nussa Lekszycki (* 10. September 1958 in Havanna) ist ein kubanischer Jazzpianist und Komponist.

## Leben
Ernán López-Nussa kam 1958 als viertes Kind des kubanischen Illustrators, Buchgestalters und Kunstkritikers Leonel López-Nussa (1916–2004) aus dessen Ehe mit der französischen Akademikerin Wanda Lekszycka zur Welt. Er studierte am renommierten Instituto Superior de Arte in Havanna klassisches Klavier. Seine Karriere begann er 1977 als Mitglied des Jazz-Septetts Afrocuba, das der Trompeter Roberto Garcia López gegründet hatte. Mit der Gruppe absolvierte er auch seinen ersten Auslandsauftritt in Ronnie Scott’s Jazz Club in London.
Er gewann zahlreiche Preise und Auszeichnungen und zählt heute zu den führenden und einflussreichsten Jazzmusikern Kubas. In den letzten Jahren trat er vornehmlich solistisch und im Klaviertrio auf.
López-Nussa ist mit der Schriftstellerin Wendy Guerra verheiratet. López-Nussa ist einer von mehreren professionellen Musikern seiner Familie, zu denen als sein Neffe der Jazzpianist Harold López-Nussa gehört.

## Figuraciones
Recht bekannt wurde seine Komposition Figuraciones. Das ursprünglich für Klavier solo geschriebene Werk wurde darüber hinaus von dem chilenischen Komponisten Alejandro Riquelme für drei Klaviere bearbeitet. Diese Version gehört zum Repertoire des in Deutschland ansässigen Trios Xinowa Sej, bestehend aus den Pianistinnen Zsuzsa Balint, Kyoko Hosono und Dunja Robotti. Das Trio spielte Figurationen auch für den Bayerischen Rundfunk sowie für eine CD ein.

## Diskographie (Auswahl)
- Figuraciones, 1996
- Cuarto Espacio, mit Omar Hernández, 1999, O.K. Records
- From Havana to Rio, 2000
- Mano de Obra, 2006
- En Vivo Piano Solo, 2010
- Delirium, 2011